# ドラマW

『ドラマW』（ドラマダブリュー）は、WOWOWが2003年から不定期に制作・放送しているテレビドラマのシリーズ。全作品ハイビジョンで製作されている。

## 概要
BSデジタルが放送開始された2000年以降、有力映画専門チャンネルの他、地上波民放系BS局の開局でBS放送を取り巻く状況は一変し、競争が激化していた。加入者数が頭打ちになる中、WOWOWにとって他局との差別化を図るためにオリジナルコンテンツを制作することは重要な課題であった。
特徴としては、ほとんどの作品が原作付きであり、特に小説原作が圧倒的に多い。芥川賞や直木賞を受賞した人気作家の過去の未映像化作品も多く選択され、芥川賞や直木賞の受賞作、「このミステリーがすごい!」上位ランクイン作など、話題の作品の映像化にも積極的である。
有料放送であるため、視聴率やスポンサーの意向などに左右されずに、制作することが可能である。演出には映画監督も多く起用しており、いくつかの作品は多くの賞で表彰されている。第1弾の「センセイの鞄」は2003年日本民間放送連盟賞番組部門テレビドラマ最優秀賞を受賞したり、宮部みゆき原作の「理由」は、劇場公開されて、『キネマ旬報』の年間ベストテンにランクインした。また、allcinema ONLINEなどのデータベースサイトでは「テレビ映画」と位置づけされる場合がある。第28作目の『イヴの贈り物』以降は、複数作品まとめての放送が主流となっている。
2008年からは「連続ドラマW」の製作も開始した。第1弾となる『パンドラ』は第1回「東京ドラマアウォード」でグランプリ、脚本賞、演出賞を受賞した。民放の連続ドラマとは異なり、クールごとの製作ではなく、基本的に1作品あたり全4から6回のシリーズ作品となっている。当初は不定期での放送だったが、2011年10月スタートの『パンドラIII 革命前夜』以降は日曜22時台での放送が定着するようになった。
2013年からは4K制作を開始し、「チキンレース」ではWOWOW初の4K制作が行われた。
2014年10月から連続ドラマWでは土曜22時台の「土曜オリジナルドラマ」と、日曜22時台の「日曜オリジナルドラマ」の2枠での放送が開始された。
2023年でドラマWは20周年、連続ドラマWは15周年を迎えた。
WOWOWオリジナルドラマの一覧も参照のこと。

## 作品一覧

### 2000年代
| 2003年 - 2004年 - 2005年 - 2006年 - 2007年 - 2008年 - 2009年 |                                                               |          |                       |                              |                                       |                   |           |
| #                                                            | タイトル                                                      | 初放送日 | 監督                  | 脚本                         | 主な出演者                            | 原作著者          | 備考      |
| 2003年 （全7本）                                             |                                                               |          |                       |                              |                                       |                   |           |
| 1                                                            | センセイの鞄                                                  | 2月16日  | 久世光彦              | 筒井ともみ                   | 小泉今日子 柄本明                     | 川上弘美          |           |
| 2                                                            | ご近所探偵TOMOE                                               | 3月29日  | 堤幸彦                | 小原信治                     | 野波麻帆 宮藤官九郎                   | 戸梶圭太          |           |
| 3                                                            | 俺は鰯                                                        | 4月29日  | 冨樫森                | 大石哲也                     | ユースケ・サンタマリア                | 鳴海章            |           |
| 4                                                            | コスメティック                                                | 6月28日  | 下山天                | 中園ミホ                     | 葉月里緒奈 谷原章介                   | 林真理子          |           |
| 5                                                            | 交渉人                                                        | 8月17日  | 三池崇史              | 山田耕大 NAKA雅MURA          | 三上博史 鶴田真由                     | 五十嵐貴久        |           |
| 6                                                            | 愛と資本主義                                                  | 11月29日 | 渡邊孝好              | 児玉頼子 藤平ちゃ子          | 伊藤英明 高橋惠子                     | 中村うさぎ        |           |
| 7                                                            | 娘の結婚                                                      | 12月14日 | 市川崑                | 久里子亭                     | 鈴木京香 長塚京三                     | 廣津和郎          | [ 注 1 ]  |
| 2004年 （全4本）                                             |                                                               |          |                       |                              |                                       |                   |           |
| 8                                                            | 恋愛小説                                                      | 3月14日  | 森淳一                | 坂東賢治                     | 玉木宏 小西真奈美                     | 金城一紀          | [ 注 2 ]  |
| 9                                                            | 理由                                                          | 4月29日  | 大林宣彦              | 大林宣彦 石森史郎            | ―                                     | 宮部みゆき        | [ 注 3 ]  |
| 10                                                           | 4TEEN                                                         | 7月25日  | 廣木隆一              | 斉藤ひろし                   | 角田紳太朗 若葉竜也 落合扶樹 柄本時生 | 石田衣良          |           |
| 11                                                           | 宿命                                                          | 12月26日 | 若松節朗              | 佐伯俊道                     | 藤木直人 柏原崇 本上まなみ            | 東野圭吾          |           |
| 2005年 （全7本）                                             |                                                               |          |                       |                              |                                       |                   |           |
| 12                                                           | 自由戀愛                                                      | 1月23日  | 原田眞人              | 原田眞人                     | 長谷川京子 木村佳乃 豊川悦司          | 岩井志麻子        | [ 注 4 ]  |
| 13                                                           | 心の砕ける音〜運命の女〜                                      | 2月20日  | 佐々部清              | 鄭義信                       | 鈴木京香 吉岡秀隆                     | トマス・H・クック |           |
| 14                                                           | 巷説百物語 狐者異（こわい）                                   | 3月27日  | 堤幸彦                | 石川雅也                     | 渡部篤郎 小池栄子 吹越満 大杉漣       | 京極夏彦          |           |
| 15                                                           | ぶるうかなりや                                                | 5月22日  | 鶴橋康夫              | 池端俊策                     | 柄本明 宮沢りえ                       | ―                 | [ 注 5 ]  |
| 16                                                           | 祖国                                                          | 8月14日  | 堀川とんこう          | 山田洋次 平松恵美子 荒井雅樹 | 上川隆也 マコ岩松                     | 山田洋次          | [ 注 6 ]  |
| 17                                                           | アウトリミット                                                | 10月10日 | 下山天                | 大石哲也                     | 岸谷五朗                              | 戸梶圭太          |           |
| 18                                                           | アルバイト探偵（アイ）/100万人の標的                          | 11月13日 | 崔洋一                | 佃典彦                       | 椎名桔平 石田卓也 土屋アンナ          | 大沢在昌          |           |
| 2006年 （全6本）                                             |                                                               |          |                       |                              |                                       |                   |           |
| 19                                                           | 対岸の彼女                                                    | 1月15日  | 平山秀幸              | 神山由美子 藤本匡介          | 夏川結衣 財前直見                     | 角田光代          |           |
| 20                                                           | 春、バーニーズで                                              | 2月19日  | 市川準                | 市川準                       | 西島秀俊 寺島しのぶ                   | 吉田修一          |           |
| 21                                                           | 巷説百物語 飛縁魔（ひのえんま）                               | 3月26日  | 堤幸彦                | 石川雅也                     | 渡部篤郎 小池栄子 吹越満 大杉漣       | 京極夏彦          | [ 注 7 ]  |
| 22                                                           | CHiLDREN チルドレン                                           | 5月21日  | 源孝志                | 後藤法子 源孝志              | 坂口憲二 大森南朋 小西真奈美          | 伊坂幸太郎        | [ 注 8 ]  |
| 23                                                           | マエストロ                                                    | 9月24日  | 星護                  | 平見瞠                       | 観月ありさ                            | 篠田節子          |           |
| 24                                                           | 神様からひと言                                                | 12月24日 | 古厩智之              | 吉川次郎                     | 伊藤淳史 陣内孝則                     | 荻原浩            |           |
| 2007年 （全10本）                                            |                                                               |          |                       |                              |                                       |                   |           |
| 25                                                           | MBO（マネジメント・バイアウト）                               | 1月8日   | 松田秀知              | 寺田敏雄                     | 三上博史                              | 牛島信            |           |
| 26                                                           | 黒い春                                                        | 3月21日  | 大森一樹              | 西岡琢也                     | 高嶋政伸                              | 山田宗樹          |           |
| 27                                                           | 真夜中のマーチ                                                | 4月15日  | 下山天                | 大石哲也                     | 玉山鉄二 窪塚俊介 香椎由宇            | 奥田英朗          | [ 注 9 ]  |
| 28                                                           | イヴの贈り物                                                  | 8月5日   | 佐藤純彌              | 佐伯俊道                     | 舘ひろし 貫地谷しほり                 | 白川道            | [ 注 10 ] |
| 29                                                           | 震度0                                                         | 8月12日  | 水谷俊之              | 渡邉睦月                     | 上川隆也                              | 横山秀夫          | [ 注 10 ] |
| 30                                                           | 恋せども、愛せども                                            | 8月19日  | 堀川とんこう          | 大石静                       | 長谷川京子 京野ことみ                 | 唯川恵            | [ 注 10 ] |
| 31                                                           | 宮部みゆき「長い長い殺人」                                    | 11月4日  | 麻生学                | 友澤晃一                     | 長塚京三 仲村トオル 谷原章介          | 宮部みゆき        | [ 注 11 ] |
| 32                                                           | 孤独の歌声                                                    | 11月11日 | 花堂純次              | 李正姫                       | 内山理名 福士誠治 山本太郎            | 天童荒太          | [ 注 11 ] |
| 33                                                           | 結婚詐欺師                                                    | 11月18日 | 金子修介              | 福田卓郎                     | 内村光良 加藤雅也 鶴田真由            | 乃南アサ          | [ 注 11 ] |
| 34                                                           | 蒼い瞳とニュアージュ                                          | 11月25日 | 水谷俊之              | 青島武                       | 深田恭子                              | 松岡圭祐          | [ 注 11 ] |
| 2008年 （全6本）                                             |                                                               |          |                       |                              |                                       |                   |           |
| 35                                                           | 扉は閉ざされたまま                                            | 3月29日  | 村本天志              | 深沢正樹                     | 黒木メイサ                            | 石持浅海          | [ 注 12 ] |
| 36                                                           | 君の望む死に方                                                | 3月30日  | 香月秀之              | 後藤法子                     | 松下奈緒                              | 石持浅海          | [ 注 12 ] |
| 37                                                           | シリウスの道                                                  | 9月14日  | 石橋冠                | 吉本昌弘                     | 内野聖陽                              | 藤原伊織          | [ 注 13 ] |
| 38                                                           | 横山秀夫「ルパンの消息」                                      | 9月21日  | 水谷俊之              | 田辺満 水谷俊之              | 上川隆也                              | 横山秀夫          | [ 注 13 ] |
| 39                                                           | 6時間後に君は死ぬ                                             | 9月28日  | 小中和哉 高野和明     | 高野和明                     | 塚本高史 真木よう子                   | 高野和明          | [ 注 13 ] |
| 40                                                           | 天国のスープ                                                  | 10月19日 | 篠崎誠                | 東多江子                     | 国仲涼子 時任三郎                     | 松田美智子        |           |
| 2009年 （全10本）                                            |                                                               |          |                       |                              |                                       |                   |           |
| 41                                                           | 兄帰る                                                        | 2月14日  | 深町幸男              | 筒井ともみ                   | 木村佳乃 高橋和也                     | 近藤ようこ        | [ 注 15 ] |
| 42                                                           | 戦力外通告                                                    | 2月21日  | 花堂純次              | 矢島正雄                     | 中村雅俊 風吹ジュン                   | 藤田宜永          | [ 注 15 ] |
| 43                                                           | 朝食亭                                                        | 2月28日  | 黒沢直輔              | 江頭美智留                   | 瀬戸朝香 蟹江敬三                     | 西田耕二          | [ 注 15 ] |
| 44                                                           | Go Ape ゴー・エイプ                                           | 3月28日  | 大野伸介              | 杉山嘉一                     | 岸谷五朗 城田優                       | 杉山嘉一          | [ 注 16 ] |
| 45                                                           | 人間動物園                                                    | 7月19日  | 田中誠                | 鴻池康久                     | 松本幸四郎 江守徹                     | 連城三紀彦        |           |
| 46                                                           | 都市伝説セピア 1.『フクロウ男』 2:『アイスマン』 3:『死者恋』 | 7月26日  | 1.3:落合正幸 2:八木毅 | 1.3:落合正幸 2:村井さだゆき  | 1:成宮寛貴 2:入江甚儀 3:原沙知絵      | 朱川湊人          | [ 注 17 ] |
| 47                                                           | 誘拐                                                          | 8月2日   | 小林義則              | 寺田敏雄 山村一間            | 三上博史 西島秀俊                     | 五十嵐貴久        |           |
| 48                                                           | 結党!老人党                                                   | 8月9日   | 平川雄一朗            | 牟田桂子                     | 笹野高史                              | 三枝玄樹          |           |
| 49                                                           | 第三のミス〜まず石を投げよ〜                                  | 12月13日 | 水谷俊之              | 田辺満                       | 黒木瞳                                | 久坂部羊          |           |
| 50                                                           | 一応の推定                                                    | 12月20日 | 堀川とんこう          | 竹山洋                       | 柄本明                                | 広川純            |           |

### 2010年代
| 2010年 - 2011年 - 2012年 - 2013年 - 2014年 - 2015年 - 2016年 - 2017年 - 2018年 - 2019年 |                                                                     |                                        |                                               |                                                          |                                                     |              |           |
| #                                                                                       | タイトル                                                            | 初放送日                               | 監督                                          | 脚本                                                     | 主な出演者                                          | 原作著者     | 備考      |
| 2010年（全5本）                                                                         |                                                                     |                                        |                                               |                                                          |                                                     |              |           |
| 51                                                                                      | パーフェクト・ブルー                                                | 2月7日                                 | 下山天                                        | 伊藤崇                                                   | 加藤ローサ                                          | 宮部みゆき   |           |
| 52                                                                                      | その時までサヨナラ                                                  | 2月14日                                | 初山恭洋                                      | 旺季志ずか                                               | 北村一輝 栗山千明                                   | 山田悠介     |           |
| 53                                                                                      | 蛇のひと                                                            | 3月7日                                 | 森淳一                                        | 三好晶子                                                 | 永作博美 西島秀俊                                   |              | [ 注 18 ] |
| 54                                                                                      | 横山秀夫サスペンス 1:18番ホール 2:誤報 3:自伝 4:他人の家            | 1:3月14日 2:3月21日 3:3月28日 4:4月4日 | 1:鈴木浩介 2:鈴木浩介 3:水谷俊之 4:榎戸耕史   | 1:福田卓郎 1/2:久松真一 3:横幕智裕 3:水谷俊之 4:後藤法子 | 1:仲村トオル 2:岸谷五朗 3:玉山鉄二 4:渡部篤郎       | 横山秀夫     | [ 注 19 ] |
| 55                                                                                      | なぜ君は絶望と闘えたのか （前後編）                                 | 9月25日 9月26日                        | 石橋冠                                        | 長谷川康夫 吉本昌弘                                      | 江口洋介 眞島秀和                                   | 門田隆将     | [ 注 20 ] |
| 2011年（全5本）                                                                         |                                                                     |                                        |                                               |                                                          |                                                     |              |           |
| 56                                                                                      | ビート                                                              | 2月13日                                | 奥田瑛二                                      | 高橋泉                                                   | 奥田瑛二                                            | 今野敏       |           |
| 57                                                                                      | 同期                                                                | 2月20日                                | 入江悠                                        | 福田雄一                                                 | 松田龍平                                            | 今野敏       |           |
| 58                                                                                      | 再生巨流                                                            | 3月6日                                 | 鈴木浩介                                      | 久松真一                                                 | 渡部篤郎                                            | 楡周平       |           |
| 59                                                                                      | 遠い日のゆくえ                                                      | 3月13日                                | 朝原雄三                                      | 福島敏朗                                                 | 永山絢斗                                            |              | [ 注 21 ] |
| 60                                                                                      | 横山秀夫サスペンス 第二弾 1:深追い 2:引き継ぎ 3:締め出し 4:仕返し   | 1:3月20日 2:3月27日 3:4月3日 4:4月10日 | 下山天                                        | 前川洋一                                                 | 1:谷原章介 2:北村一輝 3:小出恵介 4:三浦友和         | 横山秀夫     | [ 注 19 ] |
| 61                                                                                      | 死刑基準                                                            | 9月25日                                | 水谷俊之                                      | 田辺満                                                   | 山本耕史                                            | 加茂隆康     |           |
| 2012年（全5本）                                                                         |                                                                     |                                        |                                               |                                                          |                                                     |              |           |
| 62                                                                                      | 學                                                                  | 1月1日                                 | 雨宮望                                        | 倉本聰                                                   | 仲代達矢                                            | 倉本聰       |           |
| 63                                                                                      | エンドロール〜伝説の父〜                                            | 3月18日                                | 石井裕也                                      | 福島カツシゲ 石井裕也                                    | 中村獅童 萩原聖人                                   | 福島カツシゲ |           |
| 64                                                                                      | 向田邦子 イノセント 1:隣りの女 2:きんぎょの夢 3:三角波 4:愛という字 | 1:3月24日 2:3月31日 3:4月7日 4:4月14日 | 1:タナダユキ 2:三原光尋 3:小林聖太郎 4:森淳一 | 1:三好晶子 2/3:多和田久美 3:林さとみ 4:坂口理子          | 1:寺島しのぶ 2:中越典子 3:貫地谷しほり 4:原田美枝子 | 向田邦子     | [ 注 19 ] |
| 65                                                                                      | 尾根のかなたに〜父と息子の日航機墜落事故〜 （前後編）               | 10月7日 10月14日                       | 若松節朗                                      | 岡田惠和                                                 | 伊勢谷友介 松坂桃李 玉山鉄二                        | 門田隆将     |           |
| 66                                                                                      | 尋ね人                                                              | 11月3日                                | 篠原哲雄                                      | 関えり香                                                 | 夏川結衣                                            | 谷村志穂     |           |
| 2013年（全2本）                                                                         |                                                                     |                                        |                                               |                                                          |                                                     |              |           |
| 67                                                                                      | チキンレース                                                        | 11月10日                               | 若松節朗                                      | 岡田惠和                                                 | 寺尾聰 岡田将生                                     |              | [ 注 22 ] |
| 68                                                                                      | 三谷幸喜 「大空港2013」                                             | 12月29日                               | 三谷幸喜                                      | 三谷幸喜                                                 | 竹内結子                                            |              |           |
| 2014年（全3本）                                                                         |                                                                     |                                        |                                               |                                                          |                                                     |              |           |
| 69                                                                                      | 人質の朗読会                                                        | 3月8日                                 | 谷口正晃                                      | 杉原憲明                                                 | 佐藤隆太                                            | 小川洋子     |           |
| 70                                                                                      | 埋もれる                                                            | 3月16日                                | 香坂隆史                                      | 吉田康弘                                                 | 桐谷健太                                            |              | [ 注 23 ] |
| 71                                                                                      | パンドラ〜永遠の命〜                                                | 4月27日                                | 河毛俊作                                      | 井上由美子 河毛俊作                                      | 堺雅人                                              |              |           |
| 2015年（全2本）                                                                         |                                                                     |                                        |                                               |                                                          |                                                     |              |           |
| 72                                                                                      | 十月十日の進化論                                                    | 3月28日                                | 栄弥生                                        | 市井昌秀                                                 | 尾野真千子                                          |              | [ 注 24 ] |
| 73                                                                                      | 山のトムさん                                                        | 12月26日                               | 上田音                                        | 群ようこ                                                 | 小林聡美 市川実日子                                 | 石井桃子     | [ 5 ]     |
| 2016年（全2本）                                                                         |                                                                     |                                        |                                               |                                                          |                                                     |              |           |
| 74                                                                                      | 双葉荘の友人                                                        | 3月19日                                | 平松恵美子                                    | 川崎クニハル                                             | 市原隼人                                            |              | [ 注 25 ] |
| 75                                                                                      | この街の命に                                                        | 4月2日                                 | 緒形明                                        | 青木研次                                                 | 加瀬亮 戸田恵梨香                                   |              | [ 7 ]     |
| 2017年（全1本）                                                                         |                                                                     |                                        |                                               |                                                          |                                                     |              |           |
| 76                                                                                      | 稲垣家の喪主                                                        | 3月18日                                | 英勉                                          | 小山ゴロ                                                 | 金成祐里 広末涼子 森山未來                          |              | [ 注 26 ] |
| 2018年                                                                                  |                                                                     |                                        |                                               |                                                          |                                                     |              |           |
| 77                                                                                      | 食い逃げキラー                                                      | 3月21日                                | 中前勇児                                      | 舘澤史岳                                                 | 青柳翔                                              |              | [ 注 27 ] |
| 2019年                                                                                  |                                                                     |                                        |                                               |                                                          |                                                     |              |           |
| 78                                                                                      | 今日、帰ります。                                                    | 3月10日                                | 藤井道人                                      | 圓岡由紀恵                                               | 伊藤淳史                                            |              | [ 注 28 ] |

### 2020年代
| 2020年 - 2021年 |                                                         |                |          |          |                   |          |           |
| #               | タイトル                                                | 初放送日       | 監督     | 脚本     | 主な出演者        | 原作著者 | 備考      |
| 2020年          |                                                         |                |          |          |                   |          |           |
| 79              | 父と息子の地下アイドル                                  | 2月23日        | 横尾初喜 | 光益義幸 | 松重豊 井之脇海   |          | [ 注 29 ] |
| 2021年          |                                                         |                |          |          |                   |          |           |
| 80              | あんのリリック-桜木杏、俳句はじめてみました- （前後編） | 2月27日 3月6日 | 文晟豪   | 荒井修子 | 広瀬すず 宮沢氷魚 | 堀本裕樹 |           |

## 連続ドラマW
これらは、初回に限り無料放送されている。

### 2008年 - 2014年（週1回）
| #      | タイトル                         | 初放送日                       | 話数   | 監督                | 脚本                | 主な出演者                                     | 原作著者        | 備考 |
| 2008年 | 2008年                           | 2008年                         | 2008年 | 2008年              | 2008年              | 2008年                                         | 2008年          | 2008年 |
| ------ | -------------------------------- | ------------------------------ | ------ | ------------------- | ------------------- | ---------------------------------------------- | --------------- | --- |
| 1      | パンドラ                         | 4月6日 - 5月25日               | 全8回  | 河毛俊作 他         | 井上由美子          | 三上博史、柳葉敏郎、小西真奈美、國村隼         |                 | 「東京ドラマアウォード 2008」グランプリ 「日本民間放送連盟賞 平成20年」テレビドラマ番組優秀                                |
| 2      | プリズナー                       | 11月16日 - 12月13日            | 全5回  | 水谷俊之            | 大石哲也            | 玉山鉄二、鶴田真由、大森南朋、石黒賢           | 沢井鯨          | |
| 2009年 |                                  |                                |        |                     |                     |                                                |                 | |
| 3      | 空飛ぶタイヤ                     | 3月29日 - 4月26日              | 全5回  | 麻生学 鈴木浩介     | 前川洋一            | 仲村トオル、田辺誠一、萩原聖人、水野美紀       | 池井戸潤        | 「東京ドラマアウォード 2009」優秀賞 「ATP賞 2009」ドラマ部門最優秀賞 「日本民間放送連盟賞 平成21年」テレビドラマ番組最優秀 |
| 4      | ママは昔パパだった               | 8月23日 - 9月27日              | 全6回  | 赤羽博              | 大石静              | 戸田恵子、余貴美子、吉田栄作、津川雅彦         |                 | |
| 5      | 隠蔽指令                         | 10月18日 - 11月15日            | 全5回  | 星田良子            | 伴一彦              | 高橋克典、髙嶋政宏、麻生祐未、市川由衣         | 江上剛          | |
| 2010年 |                                  |                                |        |                     |                     |                                                |                 | |
| 6      | パンドラII 飢餓列島              | 4月18日 - 5月30日              | 全7回  | 河毛俊作 他         | 井上由美子          | 佐藤浩市、鈴木京香、勝村政信、山本耕史         |                 | |
| 7      | マークスの山                     | 10月17日 - 11月14日            | 全5回  | 水谷俊之 鈴木浩介   | 前川洋一            | 上川隆也、石黒賢、小西真奈美、鈴木杏樹         | 高村薫          | |
| 8      | 東野圭吾「幻夜」                 | 2010年11月21日 - 2011年1月16日 | 全8回  | 猪崎宣昭            | 渡邉睦月            | 深田恭子、塚本高史、柴田恭兵                   | 東野圭吾        | |
| 2011年 |                                  |                                |        |                     |                     |                                                |                 | |
| 9      | CO 移植コーディネーター          | 3月20日 - 4月17日              | 全5回  | 生野慈朗 他         | 秦建日子 他         | 吉岡秀隆、ユースケ・サンタマリア、木村佳乃     |                 | |
| 10     | 下町ロケット                     | 8月21日 - 9月18日              | 全5回  | 鈴木浩介 水谷俊之   | 前川洋一            | 三上博史、寺島しのぶ、渡部篤郎、池内博之       | 池井戸潤        | 「ATP賞 2012」ドラマ部門優秀賞                                                                                             |
| 11     | パンドラIII 革命前夜             | 10月2日 - 11月20日             | 全8回  | 河毛俊作 他         | 井上由美子          | 江口洋介、内野聖陽、上川隆也、山本耕史         |                 | |
| 12     | 造花の蜜                         | 11月27日 - 12月18日            | 全4回  | 小林義則            | 岡田惠和            | 檀れい、玉山鉄二、国仲涼子、谷村美月           | 連城三紀彦      | |
| 2012年 |                                  |                                |        |                     |                     |                                                |                 | |
| 13     | 贖罪                             | 1月8日 - 2月5日                | 全5回  | 黒沢清              | 黒沢清              | 小泉今日子、蒼井優、小池栄子、安藤サクラ       | 湊かなえ        | 「東京ドラマアウォード 2012」優秀賞                                                                                        |
| 14     | 東野圭吾「分身」                 | 2月12日 - 3月11日              | 全5回  | 永田琴              | 田辺満              | 長澤まさみ、勝地涼、臼田あさ美、鈴木砂羽       | 東野圭吾        | |
| 15     | 推定有罪                         | 3月25日 - 4月22日              | 全5回  | 鈴木浩介            | 前川洋一            | 仲村トオル、黒木瞳、ミムラ、本仮屋ユイカ       | 前川洋一        | |
| 16     | 罪と罰 A Falsified Romance       | 4月29日 - 6月3日               | 全6回  | 麻生学              | 神山由美子 藤本匡介 | 高良健吾、水川あさみ、伊藤歩、堀部圭亮         | 落合尚之        | |
| 17     | マグマ                           | 6月10日 - 7月8日               | 全5回  | 香月秀之 鈴木浩介   | 篠﨑絵里子          | 尾野真千子、谷原章介、石黒賢、長塚京三         | 真山仁          | |
| 18     | プラチナタウン                   | 8月19日 - 9月16日              | 全5回  | 鈴木浩介            | 大石哲也            | 大泉洋、檀れい、平山浩行、渡部篤郎             | 楡周平          | |
| 19     | ヒトリシズカ                     | 10月21日 - 11月25日            | 全6回  | 平山秀幸            | 青島武              | 夏帆、高橋一生、長塚圭史、岸部一徳             | 誉田哲也        | |
| 20     | 天の方舟                         | 12月9日 - 2013年1月13日        | 全5回  | 麻生学 神徳幸治     | 浅野妙子            | 水野美紀、伊原剛志、戸田菜穂、高橋和也         | 服部真澄        | |
| 2013年 |                                  |                                |        |                     |                     |                                                |                 | |
| 21     | 女と男の熱帯                     | 1月20日 - 2月24日              | 全6回  | 生野慈朗 他         | 相沢友子            | 渡部篤郎、藤原紀香、永山絢斗、山本圭           | 野沢尚 （原案） | |
| 22     | レディ・ジョーカー               | 3月3日 - 4月14日               | 全7回  | 水谷俊之 鈴木浩介   | 前川洋一            | 上川隆也、柴田恭兵、豊原功補、石橋凌           | 高村薫          | 「ATP賞 2013」ドラマ部門優秀賞                                                                                             |
| 23     | ソドムの林檎〜ロトを殺した娘たち | 3月23日 - 4月13日              | 全4回  | 廣木隆一            | 荒井晴彦 荒井美早   | 寺島しのぶ、木村文乃、溝端淳平                 |                 | |
| 24     | 配達されたい私たち               | 5月12日 - 6月9日               | 全5回  | 古厩智之 小林聖太郎 | 一色伸幸            | 塚本高史、栗山千明、長谷川京子                 | 一色伸幸        | |
| 25     | 震える牛                         | 6月16日 - 7月14日              | 全5回  | 鈴木浩介 権野元     | 篠﨑絵里子          | 三上博史、吹石一恵、小林薫                     | 相場英雄        | |
| 26     | パンとスープとネコ日和           | 7月21日 - 8月11日              | 全4回  | 松本佳奈            | カーゴパンツ        | 小林聡美、伽奈、光石研、もたいまさこ           | 群ようこ        | |
| 27     | 鍵のない夢を見る                 | 9月1日 - 9月29日               | 全5回  | 村上正典 他         | 武井彩 他           | 倉科カナ、成海璃子、木村多江、高梨臨、広末涼子 | 辻村深月        | |
| 28     | LINK                             | 10月6日 - 11月3日              | 全5回  | 深川栄洋            | 篠﨑絵里子          | 大森南朋、田中麗奈、玉山鉄二、ミムラ           |                 | |
| 29     | かなたの子                       | 12月1日 - 12月22日             | 全4回  | 大森立嗣            | 高橋泉              | 坂井真紀、井浦新、宮崎将、満島ひかり           | 角田光代        | |
| 2014年 |                                  |                                |        |                     |                     |                                                |                 | |
| 30     | 血の轍                           | 1月19日 - 2月9日               | 全4回  | 小林義則            | 篠崎絵里子          | 谷原章介、原田泰造、TAO、高嶋政伸              | 相場英雄        | |
| 31     | 地の塩                           | 2月16日 - 3月9日               | 全4回  | 鈴木浩介 権野元     | 井上由美子          | 大泉洋、松雪泰子、田辺誠一、陣内孝則           |                 | |
| 32     | 私という運命について             | 3月23日 - 4月20日              | 全5回  | 瀧本智行            | 岡田惠和            | 永作博美、江口洋介、宮本信子                   | 白石一文        | 「ATP賞 2014」ドラマ部門最優秀賞                                                                                           |
| 33     | トクソウ                         | 5月11日 - 6月8日               | 全5回  | 河合勇人 滝本憲吾   | 鈴木智              | 吉岡秀隆、三浦友和                             | 由良秀之        | |
| 34     | モザイクジャパン                 | 5月18日 - 6月15日              | 全5回  | 水田伸生            | 坂元裕二            | 永山絢斗、高橋一生、ハマカワフミエ             |                 | 30分枠 |
| 35     | MOZU Season 2〜幻の翼〜          | 6月22日 - 7月20日              | 全5回  | 羽住英一郎          | 仁志光佑            | 西島秀俊、香川照之、真木よう子                 | 逢坂剛          | 「東京ドラマアウォード 2014」優秀賞                                                                                        |
| 36     | 東野圭吾「変身」                 | 7月27日 - 8月24日              | 全5回  | 永田琴              | 吉田紀子 田辺満 他  | 神木隆之介、二階堂ふみ                         | 東野圭吾        | |
| 37     | 罪人の嘘                         | 8月31日 - 9月28日              | 全5回  | 瀬々敬久            | 金子ありさ          | 伊藤英明、滝藤賢一、木村佳乃、仲代達矢         |                 | |

### 2014年 - （週2回）

#### 土曜オリジナルドラマ
| #      | タイトル                                            | 初放送日            | 話数   | 監督                                | 脚本                                                  | 主な出演者                                                                 | 原作著者                    | 備考                                                          |
| 2014年 | 2014年                                              | 2014年              | 2014年 | 2014年                              | 2014年                                                | 2014年                                                                     | 2014年                      | 2014年                                                        |
| ------ | --------------------------------------------------- | ------------------- | ------ | ----------------------------------- | ----------------------------------------------------- | -------------------------------------------------------------------------- | --------------------------- | ------------------------------------------------------------- |
| 1      | グーグーだって猫である                              | 10月18日 - 11月8日  | 全4回  | 犬童一心                            | 高田亮                                                | 宮沢りえ、長塚圭史、黒木華                                                 | 大島弓子                    |                                                               |
| 2      | 平成猿蟹合戦図                                      | 11月15日 - 12月20日 | 全6回  | 行定勲                              | 羽原大介                                              | 鈴木京香、高良健吾                                                         | 吉田修一                    |                                                               |
| 2015年 |                                                     |                     |        |                                     |                                                       |                                                                            |                             |                                                               |
| 3      | 贖罪の奏鳴曲                                        | 1月24日 - 2月14日   | 全4回  | 青山真治                            | 西岡琢也                                              | 三上博史、染谷将太、リリー・フランキー                                     | 中山七里                    |                                                               |
| 4      | 硝子の葦                                            | 2月21日 - 3月14日   | 全4回  | 三島有紀子                          | 永田優子                                              | 相武紗季                                                                   | 桜木紫乃                    |                                                               |
| 5      | 闇の伴走者                                          | 4月11日 - 5月9日    | 全5回  | 三木孝浩                            | 佐藤大 阿相クミコ                                     | 松下奈緒、古田新太                                                         | 長崎尚志                    |                                                               |
| 6      | 夢を与える                                          | 5月16日 - 6月6日    | 全4回  | 犬童一心                            | 髙橋泉                                                | 小松菜奈、菊地凛子                                                         | 綿矢りさ                    |                                                               |
| 7      | ふたがしら                                          | 6月13日 - 7月11日   | 全5回  | 入江悠                              | 中島かずき                                            | 松山ケンイチ、早乙女太一                                                   | オノ・ナツメ                |                                                               |
| 8      | 煙霞 -Gold Rush-                                    | 7月18日 - 8月2日    | 全4回  | 小林聖太郎                          | 江頭美智留                                            | 森山未來、高畑充希                                                         | 黒川博行                    |                                                               |
| 9      | 海に降る                                            | 10月10日 - 11月14日 | 全6回  | 山本剛義                            | 徳永友一 山田雅大 三浦駿斗 浅野敦也                   | 有村架純、井上芳雄                                                         | 朱野帰子                    |                                                               |
| 10     | 5人のジュンコ                                       | 11月21日 - 12月19日 | 全5回  | 権野元                              | 渡辺千穂                                              | 松雪泰子、ミムラ、西田尚美、麻生祐未、小池栄子                             | 真梨幸子                    |                                                               |
| 2016年 |                                                     |                     |        |                                     |                                                       |                                                                            |                             |                                                               |
| 11     | 荒地の恋                                            | 1月9日 - 2月6日     | 全5回  | 渡邊孝好                            | 渡邊孝好                                              | 豊川悦司、鈴木京香                                                         | ねじめ正一                  | [ 10 ]                                                        |
| 12     | きんぴか                                            | 2月13日 - 3月12日   | 全5回  | 西浦正記                            | 久松真一                                              | 中井貴一、ユースケ・サンタマリア、ピエール瀧                               | 浅田次郎                    | [ 11 ]                                                        |
| 13     | グーグーだって猫である2 -good good the fortune cat- | 6月11日 - 7月9日    | 全5回  | 犬童一心                            | 高田亮                                                | 宮沢りえ、長塚圭史、前田敦子                                               | 大島弓子                    |                                                               |
| 14     | 希望ヶ丘の人びと                                    | 7月16日 - 8月13日   | 全5回  | 深川栄洋                            | 岡田惠和                                              | 沢村一樹、桜田ひより、二宮慶多                                             | 重松清                      | [ 12 ]                                                        |
| 15     | 賢者の愛                                            | 8月20日 - 9月10日   | 全4回  | 源孝志                              | Sawa                                                  | 中山美穂、高岡早紀、竜星涼                                                 | 山田詠美                    | [ 13 ]                                                        |
| 16     | ふたがしら2                                         | 9月17日 - 10月15日  | 全5回  | 入江悠 吉田亮                       | 中島かずき                                            | 松山ケンイチ、早乙女太一                                                   | オノ・ナツメ                |                                                               |
| 17     | コールドケース 〜真実の扉〜                         | 10月22日 - 12月24日 | 全10回 | 波多野貴文                          | 瀬々敬久 吉田康弘 蓬莱竜太 林宏司                     | 吉田羊、永山絢斗、滝藤賢一、光石研、三浦友和                               | メレディス・スティーム ほか | 開局25周年記念作品                                            |
| 2017年 |                                                     |                     |        |                                     |                                                       |                                                                            |                             |                                                               |
| 18     | 本日は、お日柄もよく                                | 1月14日 - 2月4日    | 全4回  | 佐々部清                            | 谷口純一郎                                            | 比嘉愛未、長谷川京子                                                       | 原田マハ                    | [ 14 ]                                                        |
| 19     | 北斗 -ある殺人者の回心-                             | 3月25日 - 4月22日   | 全5回  | 瀧本智行                            | 瀧本智行                                              | 中山優馬                                                                   | 石田衣良                    | 「バンフ・ワールド・メディア・フェスティバル 2018」ロッキー賞 |
| -      | 東京すみっこごはん                                  | 5月 - → 放送休止    |        | 三島有紀子                          | 羽原大介                                              | 黒島結菜                                                                   | 成田名璃子                  | [ 20 ] [ 注 31 ]                                              |
| 20     | 宮沢賢治の食卓                                      | 6月17日 - 7月15日   | 全5回  | 御法川修                            | 池田奈津子                                            | 鈴木亮平                                                                   | 魚乃目三太                  |                                                               |
| 21     | プラージュ〜訳ありばかりのシェアハウス〜            | 8月12日 - 9月9日    | 全5回  | 吉田康弘                            | 大浦光太 吉田康弘                                     | 星野源、仲里依紗、眞島秀和、中村ゆり、渋川清彦、石田ゆり子                 | 誉田哲也                    | 第8回「衛星放送協会オリジナル番組アワード」審査委員特別賞     |
| 22     | 東野圭吾「片想い」                                  | 10月21日 - 11月25日 | 全6回  | 永田琴                              | 吉田紀子                                              | 中谷美紀、桐谷健太、国仲涼子、大谷亮平、鈴木浩介                           | 東野圭吾                    |                                                               |
| 23     | 名刺ゲーム                                          | 12月2日 - 12月23日  | 全4回  | 木村ひさし                          | 渡部亮平                                              | 堤真一、岡田将生                                                           | 鈴木おさむ                  |                                                               |
| 2018年 |                                                     |                     |        |                                     |                                                       |                                                                            |                             |                                                               |
| 24     | 春が来た                                            | 1月13日 - 2月10日   | 全5回  | 河合勇人                            | 吉田弥生                                              | カイ（EXO）、倉科カナ、古畑星夏、健太郎、高田聖子                          | 向田邦子                    |                                                               |
| 25     | バイバイ、ブラックバード                            | 2月17日 - 3月24日   | 全6回  | 森義隆                              | 鈴木謙一                                              | 高良健吾、城田優                                                           | 伊坂幸太郎                  |                                                               |
| 26     | 闇の伴走者〜編集長の条件                            | 3月31日 - 4月28日   | 全5回  | 三木孝浩                            | 阿相クミコ                                            | 松下奈緒、古田新太                                                         | 長崎尚志                    |                                                               |
| 27     | ダブル・ファンタジー                                | 6月16日 - 7月14日   | 全5回  | 御法川修                            | 阿相クミコ 御法川修                                   | 水川あさみ、田中圭、眞島秀和、栁俊太郎、篠原ゆき子                         | 村山由佳                    |                                                               |
| 28     | イアリー 見えない顔                                 | 8月4日 - 9月8日     | 全6回  | 森淳一                              | 武井彩                                                | オダギリジョー、仲里依紗、黒島結菜、イッセー尾形                           | 前川裕                      |                                                               |
| 29     | コールドケース2 〜真実の扉〜                        | 10月13日 - 12月15日 | 全10回 | 波多野貴文 内片輝 守下敏行          | 吉田康弘 酒井雅秋 野木萌葱 瀧本智行 蓬莱竜太 瀬々敬久 | 吉田羊、永山絢斗、滝藤賢一、光石研、三浦友和                               | メレディス・スティーム ほか | [ 注 32 ]                                                     |
| 2019年 |                                                     |                     |        |                                     |                                                       |                                                                            |                             |                                                               |
| 30     | 盗まれた顔 〜ミアタリ捜査班〜                       | 1月5日 - 2月2日     | 全5回  | 武正晴                              | 足立紳                                                | 玉木宏、内田理央、町田啓太、渋川清彦、伊藤歩                               | 羽田圭介                    | [ 25 ]                                                        |
| 31     | それを愛とまちがえるから                            | 2月9日 - 3月9日     | 全5回  | 宮本理江子 樹下直美                 | 牧五百音 新井友香                                     | 稲森いずみ、鈴木浩介、仲里依紗、安藤政信                                   | 井上荒野                    |                                                               |
| 32     | 東野圭吾「ダイイング・アイ」                        | 3月16日 - 4月20日   | 全6回  | 国本雅広                            | 吉田紀子                                              | 三浦春馬、高橋メアリージュン                                               | 東野圭吾                    |                                                               |
| 33     | 坂の途中の家                                        | 4月27日 - 6月1日    | 全6回  | 森ガキ侑大                          | 篠崎絵里子                                            | 柴咲コウ、田辺誠一、水野美紀、眞島秀和、伊藤歩                             | 角田光代                    | [ 26 ]                                                        |
| 34     | ミラー・ツインズ Season2                            | 6月8日 - 6月29日    | 全4回  | 村上正典 池澤辰也 守下敏行 野田健太 | 高橋悠也                                              | 藤ヶ谷太輔                                                                 |                             | WOWOW×東海テレビ共同製作                                      |
| 35     | 湊かなえ ポイズンドーター・ホーリーマザー           | 7月6日 - 8月10日    | 全6回  | 吉田康弘 滝本憲吾                   | 清水友佳子 吉川菜美 藤澤浩和                          | 寺島しのぶ、足立梨花、清原果耶、中村ゆり、倉科カナ、伊藤歩                 | 湊かなえ                    |                                                               |
| 36     | トップリーグ                                        | 10月5日 - 11月9日   | 全6回  | 星野和成 中前勇児                   | 篠﨑絵里子                                            | 玉山鉄二、池内博之、佐久間由衣、小雪、陣内孝則、小林薫                     | 相場英雄                    |                                                               |
| 37     | 引き抜き屋 〜ヘッドハンターの流儀〜                 | 11月16日 - 12月14日 | 全5回  | 西浦正記                            | 渡辺千穂                                              | 松下奈緒、内田有紀、小手伸也、渡部篤郎                                     | 雫井脩介                    |                                                               |
| 2020年 |                                                     |                     |        |                                     |                                                       |                                                                            |                             |                                                               |
| 38     | 彼らを見ればわかること                              | 1月11日 - 2月29日   | 全8回  | 深川栄洋                            | 沢木まひろ                                            | 中山美穂、木村多江、大島優子、上地雄輔、長野博、生瀬勝久                   |                             |                                                               |
| 39     | パレートの誤算 〜ケースワーカー殺人事件             | 3月7日 - 4月4日     | 全5回  | 小林聖太郎                          | 武井彩                                                | 橋本愛、増田貴久                                                           | 柚月裕子                    |                                                               |
| 40     | 鉄の骨                                              | 4月18日 - 5月16日   | 全5回  | 鈴木浩介                            | 前川洋一                                              | 神木隆之介、内野聖陽、中村獅童、土屋太鳳、柴田恭兵、石丸幹二、向井理、小雪 | 池井戸潤                    |                                                               |
| 41     | 大江戸グレートジャーニー ～ザ・お伊勢参り～         | 6月6日 - 7月11日    | 全6回  | 本木克英 井上昌典                   | 土橋章宏                                              | 丸山隆平、芳根京子、斎藤汰鷹、加藤諒、山本耕史                             | 土橋章宏                    |                                                               |
| 42     | コールドケース3 〜真実の扉〜                        | 12月5日 - 2月13日   | 全10回 | 波多野貴文 内片輝 守下敏行          | 酒井雅秋 瀧本智行 野木萌葱 吉田康弘 蓬莱竜太 瀬々敬久 | 吉田羊、永山絢斗、滝藤賢一、光石研、三浦友和                               |                             | 開局30周年記念作品                                            |
| 2021年 |                                                     |                     |        |                                     |                                                       |                                                                            |                             |                                                               |
| 43     | インフルエンス                                      | 3月20日 - 4月17日   | 全5回  | 水田成英 ヤング・ポール             | 篠﨑絵里子                                            | 橋本環奈、葵わかな、吉川愛、大塚寧々、鈴木保奈美                           | 近藤史恵                    |                                                               |
| 44     | 東野圭吾「さまよう刃」                              | 5月15日 - 6月26日   | 全6回  | 片山慎三                            | 吉田紀子                                              | 竹野内豊、石田ゆり子、三浦貴大、國村隼                                     | 東野圭吾                    | 開局30周年記念作品                                            |
| 45     | 黒鳥の湖                                            | 7月24日 - 8月21日   | 全5回  | 岩田和行                            | 小峯裕之                                              | 藤木直人、吉瀬美智子、三宅健、財前直見                                     | 宇佐美まこと                | [ 27 ]                                                        |
| 2022年 |                                                     |                     |        |                                     |                                                       |                                                                            |                             |                                                               |
| 46     | 正体                                                | 3月12日 - 4月2日    | 全4回  | 中田秀夫 谷口正晃                   | 前川洋一                                              | 亀梨和也、黒木瞳、市原隼人、貫地谷しほり、上川隆也                         | 染井為人                    |                                                               |
| 47     | HOTEL -NEXT DOOR-                                   | 9月10日 - 10月15日  | 全6回  | 御法川修                            | 山浦雅大 川口清人                                     | ディーン・フジオカ                                                         | 石ノ森章太郎                |                                                               |

#### 日曜オリジナルドラマ
| #      | タイトル                                          | 初放送日            | 話数   | 監督                                                  | 脚本                                       | 主な出演者                                                                                   | 原作著者                          | 備考                                                                                    |
| 2014年 | 2014年                                            | 2014年              | 2014年 | 2014年                                                | 2014年                                     | 2014年                                                                                       | 2014年                            | 2014年                                                                                  |
| ------ | ------------------------------------------------- | ------------------- | ------ | ----------------------------------------------------- | ------------------------------------------ | -------------------------------------------------------------------------------------------- | --------------------------------- | --------------------------------------------------------------------------------------- |
| 1      | 株価暴落                                          | 10月19日 - 11月16日 | 全5回  | 鈴木浩介                                              | 吉本昌弘                                   | 織田裕二                                                                                     | 池井戸潤                          | 「第64回日経広告賞」クロスメディア部門最優秀賞/出版・コンテンツ部門優秀賞               |
| 2      | 悪貨                                              | 11月23日 - 12月21日 | 全5回  | 権野元                                                | 渡辺千穂                                   | 及川光博、黒木メイサ                                                                         | 島田雅彦                          |                                                                                         |
| 2015年 |                                                   |                     |        |                                                       |                                            |                                                                                              |                                   |                                                                                         |
| 3      | 翳りゆく夏                                        | 1月18日 - 2月15日   | 全5回  | 波多野貴文                                            | 吉本昌弘 香坂隆史                          | 渡部篤郎、時任三郎、門脇麦                                                                   | 赤井三尋                          |                                                                                         |
| 4      | 天使のナイフ                                      | 2月22日 - 3月22日   | 全5回  | 永山耕三                                              | 尾西兼一                                   | 小出恵介、倉科カナ、若村麻由美                                                               | 薬丸岳                            |                                                                                         |
| 5      | スケープゴート                                    | 4月12日 - 5月3日    | 全4回  | 星野和成                                              | 大石哲也                                   | 黒木瞳、石丸幹二、古谷一行                                                                   | 幸田真音                          |                                                                                         |
| 6      | テミスの求刑                                      | 5月10日 - 31日      | 全4回  | 権野元                                                | 久松真一                                   | 仲里依紗、岸谷五朗、杉本哲太、高岡奏輔                                                       | 大門剛明                          |                                                                                         |
| 7      | 予告犯 -THE PAIN-                                 | 6月7日 - 7月5日     | 全5回  | 中村義洋 平林克理 佐和田恵                            | 林民夫 鈴木智                              | 東山紀之、戸田恵梨香、桐谷健太                                                               | 筒井哲也                          |                                                                                         |
| 8      | 死の臓器                                          | 7月12日 - 8月9日    | 全5回  | 佐藤祐市 植田泰史                                     | 高山直也 鈴木智                            | 小泉孝太郎、武田鉄矢                                                                         | 麻野涼                            |                                                                                         |
| 9      | 石の繭 殺人分析班                                 | 8月16日 - 9月13日   | 全5回  | 内片輝                                                | 渡辺謙作                                   | 木村文乃、青木崇高                                                                           | 麻見和史                          |                                                                                         |
| 10     | しんがり 山一證券 最後の聖戦                      | 9月20日 - 10月25日  | 全6回  | 若松節朗                                              | 戸田山雅司                                 | 江口洋介、萩原聖人、林遣都、真飛聖                                                           | 清武英利                          |                                                                                         |
| 11     | 誤断                                              | 11月22日 - 12月27日 | 全5回  | 村上牧人 古厩智之                                     | 羽原大介                                   | 玉山鉄二、蓮佛美沙子、柳葉敏郎、小林薫                                                       | 堂場瞬一                          |                                                                                         |
| 2016年 |                                                   |                     |        |                                                       |                                            |                                                                                              |                                   |                                                                                         |
| 12     | 撃てない警官                                      | 1月10日 - 2月7日    | 全5回  | 長崎俊一                                              | 安倍照雄                                   | 田辺誠一、石黒賢                                                                             | 安東能明                          | [ 28 ]                                                                                  |
| 13     | メガバンク最終決戦                                | 2月14日 - 3月20日   | 全6回  | 古澤健 佐和田惠                                       | 杉原憲明                                   | 椎名桔平、桐谷健太                                                                           | 波多野聖                          | [ 29 ]                                                                                  |
| 14     | 東野圭吾「カッコウの卵は誰のもの」                | 3月27日 - 5月1日    | 全6回  | 耶雲哉治 山下司                                       | 田辺満                                     | 土屋太鳳                                                                                     | 東野圭吾                          | [ 30 ]                                                                                  |
| 15     | 沈まぬ太陽                                        | 5月8日 - 9月25日    | 全20回 | 水谷俊之 鈴木浩介                                     | 前川洋一                                   | 上川隆也                                                                                     | 山崎豊子                          | 開局25周年記念作品 「東京ドラマアウォード 2016」優秀賞                                  |
| 16     | ヒポクラテスの誓い                                | 10月2日 - 30日      | 全5回  | 内片輝                                                | 篠崎絵里子                                 | 北川景子、柴田恭兵、尾上松也、古谷一行                                                       | 中山七里                          | [ 31 ] [ 32 ]                                                                           |
| 17     | 水晶の鼓動 殺人分析班                             | 11月13日 - 12月11日 | 全5回  | 内片輝                                                | 八津弘幸                                   | 木村文乃、青木崇高                                                                           | 麻見和史                          | [ 33 ]                                                                                  |
| 2017年 |                                                   |                     |        |                                                       |                                            |                                                                                              |                                   |                                                                                         |
| 18     | 楽園                                              | 1月8日 - 2月12日    | 全6回  | 権野元                                                | 篠崎絵里子                                 | 仲間由紀恵                                                                                   | 宮部みゆき                        | [ 34 ]                                                                                  |
| 19     | 銭形警部 漆黒の犯罪ファイル                       | 2月19日 - 3月12日   | 全4回  | 大谷太郎 岩本仁志 西村了                              | 大石哲也 山浦雅大 山岡潤平                 | 鈴木亮平                                                                                     | モンキー・パンチ                  | [ 35 ]                                                                                  |
| 20     | ヒトヤノトゲ〜獄の棘〜                            | 3月19日 - 4月23日   | 全6回  | 平山秀幸                                              | 鈴木智                                     | 窪田正孝、小澤征悦、萩原聖人                                                                 | 大門剛明                          | [ 36 ]                                                                                  |
| 21     | 社長室の冬 ‒巨大新聞社を獲る男‒                   | 4月30日 - 5月28日   | 全5回  | 村上牧人 山内宗信                                     | 田中眞一 三浦駿斗                          | 三上博史                                                                                     | 堂場瞬一                          |                                                                                         |
| 22     | 犯罪症候群（Season2）                             | 6月11日 - 7月2日    | 全4回  | 村上正典 都築淳一                                     | 篠崎絵里子 谷口純一郎                      | 谷原章介、玉山鉄二、渡部篤郎                                                                 | 貫井徳郎                          | [ 注 33 ]                                                                               |
| 23     | アキラとあきら                                    | 7月9日 - 9月3日     | 全9回  | 水谷俊之 鈴木浩介                                     | 前川洋一                                   | 向井理、斎藤工                                                                               | 池井戸潤                          | 「ATP賞 2017」グランプリ                                                                |
| 24     | 沈黙法廷                                          | 9月24日 - 10月22日  | 全5回  | 村上牧人 東田陽介                                     | 尾崎将也 三浦駿斗                          | 永作博美、市原隼人、大倉孝二、臼田あさ美、藤本泉                                             | 佐々木譲                          |                                                                                         |
| 25     | 石つぶて 〜外務省機密費を暴いた捜査二課の男たち〜 | 11月5日 - 12月24日  | 全8回  | 若松節朗 村谷嘉則                                     | 戸田山雅司                                 | 佐藤浩市、江口洋介                                                                           | 清武英利                          | 「東京ドラマアウォード 2017」優秀賞 「日本民間放送連盟賞 平成30年」テレビドラマ番組優秀 |
| 2018年 |                                                   |                     |        |                                                       |                                            |                                                                                              |                                   |                                                                                         |
| 26     | 監査役 野崎修平                                   | 1月14日 - 3月4日n   | 全8回  | 権野元                                                | 前川洋一                                   | 織田裕二、岸谷五朗、古谷一行                                                                 | 周良貨 能田茂                     |                                                                                         |
| 27     | イノセント・デイズ                                | 3月18日 - 4月22日   | 全6回  | 石川慶                                                | 後藤法子                                   | 妻夫木聡                                                                                     | 早見和真                          |                                                                                         |
| 28     | 60 誤判対策室                                     | 5月6日 - 6月3日     | 全5回  | 熊切和嘉                                              | 高田亮                                     | 舘ひろし、古川雄輝、星野真里                                                                 | 石川智健                          |                                                                                         |
| 29     | 不発弾 〜ブラックマネーを操る男〜                 | 6月10日 - 7月15日   | 全6回  | 星野和成                                              | 田中眞一                                   | 椎名桔平、宅麻伸、原田知世、奥田瑛二                                                         | 相場英雄                          |                                                                                         |
| 30     | 黒書院の六兵衛                                    | 7月22日 - 8月26日   | 全6回  | 李闘士男                                              | 牧野圭祐                                   | 吉川晃司、上地雄輔                                                                           | 浅田次郎                          |                                                                                         |
| 31     | 真犯人                                            | 9月23日 - 10月21日  | 全5回  | 村上正典                                              | 池田奈津子                                 | 上川隆也、小泉孝太郎、内田有紀                                                               | 翔田寛                            |                                                                                         |
| 32     | パンドラIV AI戦争                                 | 11月11日 - 12月16日 | 全6回  | 河毛俊作 村上正典                                     | 井上由美子                                 | 向井理、黒木瞳、美村里江、三浦貴大、山本耕史、原田泰造、渡部篤郎                             |                                   |                                                                                         |
| 2019年 |                                                   |                     |        |                                                       |                                            |                                                                                              |                                   |                                                                                         |
| 33     | 孤高のメス                                        | 1月13日 - 3月3日    | 全8回  | 内片輝                                                | 前川洋一                                   | 滝沢秀明、仲村トオル、長塚京三、石丸幹二、工藤阿須加、山本美月                               | 大鐘稔彦                          |                                                                                         |
| 34     | 絶叫                                              | 3月24日 - 4月14日   | 全4回  | 水田成英                                              | 池田奈津子                                 | 尾野真千子、安田顕                                                                           | 葉真中顕                          |                                                                                         |
| 35     | 悪党 〜加害者追跡調査〜                           | 5月12日 - 6月16日   | 全6回  | 瀬々敬久                                              | 鈴木謙一                                   | 東出昌大、松重豊、新川優愛                                                                   | 薬丸岳                            |                                                                                         |
| 36     | 神の手                                            | 6月23日 - 7月21日   | 全5回  | 兼重淳                                                | 田中洋史                                   | 椎名桔平、杉本哲太、鈴木砂羽、北村有起哉、星野真里、近藤正臣                                 | 久坂部羊                          |                                                                                         |
| 37     | そして、生きる                                    | 8月4日 - 9月8日     | 全6回  | 月川翔                                                | 岡田惠和                                   | 有村架純、坂口健太郎、知英、岡山天音、萩原聖人、光石研、南果歩                               |                                   |                                                                                         |
| 38     | 蝶の力学 殺人分析班                               | 11月17日 - 12月22日 | 全6回  | 内片輝                                                | 穴吹一朗                                   | 木村文乃、青木崇高、菊地凛子                                                                 | 麻見和史                          |                                                                                         |
| 2020年 |                                                   |                     |        |                                                       |                                            |                                                                                              |                                   |                                                                                         |
| 39     | 頭取 野崎修平                                     | 1月19日 - 2月16日   | 全5回  | 権野元                                                | 前川洋一                                   | 織田裕二、松嶋菜々子、風間俊介、小澤征悦                                                     | 周良貨 能田茂                     |                                                                                         |
| 40     | オペレーションZ 〜日本破滅、待ったなし〜          | 3月15日 - 4月19日   | 全6回  | 村上正典 都築淳一                                     | 櫻井武晴                                   | 草刈正雄、溝端淳平、高橋メアリージュン                                                       | 真山仁                            |                                                                                         |
| 41     | 太陽は動かない -THE ECLIPSE-                      | 5月24日 - 6月28日   | 全6回  | 羽住英一郎                                            | 林民夫                                     | 藤原竜也、竹内涼真、佐藤浩市、市原隼人                                                       | 吉田修一                          |                                                                                         |
| 42     | セイレーンの懺悔                                  | 10月18日 - 11月8日  | 全4回  | 中前勇児 村上正典                                     | 篠﨑絵里子                                 | 新木優子、池内博之、高梨臨、甲本雅裕、濱田マリ、池田成志、高嶋政伸                           | 中山七里                          |                                                                                         |
| 43     | 夜がどれほど暗くても                              | 11月22日 - 12月13日 | 全4回  | 橋本一 谷口正晃                                       | 大石哲也                                   | 上川隆也、加藤シゲアキ（NEWS）、岡田結実、鈴木浩介、高橋克実、高嶋政伸、羽田美智子、原田泰造 | 中山七里                          |                                                                                         |
| 2021年 |                                                   |                     |        |                                                       |                                            |                                                                                              |                                   |                                                                                         |
| 44     | トッカイ〜不良債権特別回収部〜                    | 1月17日 - 4月4日    | 全12回 | 若松節朗                                              | 戸田山雅司                                 | 伊藤英明、中山優馬、広末涼子、萩原聖人、矢島健一、橋爪功                                     | 清武英利                          | 開局30周年記念作品                                                                      |
| 45     | 華麗なる一族                                      | 4月18日 - 7月11日   | 全12回 | 西浦正記 池澤辰也                                     | 前川洋一                                   | 中井貴一、向井理、藤ヶ谷太輔、内田有紀、麻生祐未                                             | 山崎豊子                          | 開局30周年記念作品                                                                      |
| 46     | 密告はうたう 警視庁監察ファイル                   | 8月22日 - 9月26日   | 全6回  | 内片輝                                                | 鈴木謙一                                   | 松岡昌宏、泉里香、池田鉄洋、仲村トオル                                                       | 伊兼源太郎                        |                                                                                         |
| 47     | 宮部みゆき「ソロモンの偽証」                      | 10月3日 - 11月21日  | 全8回  | 権野元                                                | 篠﨑絵里子                                 | 上白石萌歌、宮沢氷魚、小林薫                                                                 | 宮部みゆき                        | 開局30周年記念作品                                                                      |
| 48     | 異邦人-いりびと-                                  | 11月28日 - 12月26日 | 全5回  | 萩原健太郎                                            | 関久代                                     | 高畑充希、風間俊介、SUMIRE、梶芽衣子、松重豊                                                 | 原田マハ                          |                                                                                         |
| 2022年 |                                                   |                     |        |                                                       |                                            |                                                                                              |                                   |                                                                                         |
| 49     | だから殺せなかった                                | 1月9日 - 2月6日     | 全5回  | 権野元                                                | 前川洋一                                   | 玉木宏                                                                                       | 一本木透                          |                                                                                         |
| 50     | 邪神の天秤 公安分析班                             | 2月13日 - 4月17日   | 全10回 | 内片輝 山室大輔 山本大輔                              | 穴吹一朗 小山正太 成瀬活雄                 | 青木崇高、松雪泰子、筒井道隆                                                                 | 麻見和史                          |                                                                                         |
| 51     | 松本清張「眼の壁」                                | 6月19日 - 7月17日   | 全5回  | 内片輝                                                | 深沢正樹                                   | 小泉孝太郎、泉里香、上地雄輔、薮宏太、加藤雅也、陣内孝則                                     | 松本清張                          |                                                                                         |
| 52     | 雨に消えた向日葵                                  | 7月24日 - 8月21日   | 全5回  | 土方政人 岩田和行                                     | 関えり香                                   | ムロツヨシ、平岩紙、今野浩喜、遊井亮子、堀部圭亮、中越典子、佐藤隆太                         | 吉川英梨                          |                                                                                         |
| 53     | 鵜頭川村事件                                      | 8月28日 - 10月2日   | 全6回  | 入江悠                                                | 和田清人                                   | 松田龍平、蓮佛美沙子、工藤阿須加、山田杏奈、眞島秀和、綾田俊樹、荒川良々、伊武雅刀           | 櫛木理宇                          |                                                                                         |
| 54     | シャイロックの子供たち                            | 10月9日 - 11月6日   | 全5回  | 鈴木浩介                                              | 前川洋一                                   | 井ノ原快彦、西野七瀬、加藤シゲアキ（NEWS）、三浦貴大、前川泰之、萩原聖人、玉山鉄二           | 池井戸潤                          |                                                                                         |
| 55     | 両刃の斧                                          | 11月13日 - 12月18日 | 全6回  | 森義隆                                                | 鈴木謙一                                   | 井浦新、柴田恭兵                                                                             | 大門剛明                          |                                                                                         |
| 2023年 |                                                   |                     |        |                                                       |                                            |                                                                                              |                                   |                                                                                         |
| 56     | ギバーテイカー                                    | 1月22日 - 2月19日   | 全5回  | 鈴木浩介                                              | 小峯裕之                                   | 中谷美紀                                                                                     | すえのぶけいこ                    |                                                                                         |
| 57     | フェンス                                          | 3月19日 - 4月16日   | 全5回  | 松本佳奈                                              | 野木亜紀子                                 | 松岡茉優、宮本エリアナ                                                                       |                                   |                                                                                         |
| 58     | フィクサー Season1                                | 4月23日 - 5月21日   | 全5回  | 西浦正記                                              | 井上由美子                                 | 唐沢寿明                                                                                     |                                   |                                                                                         |
| 59     | 0.5の男                                           | 5月28日 - 6月25日   | 全5回  | 沖田修一 玉澤恭平                                     | 牧五百音 沖田修一                          | 松田龍平                                                                                     |                                   |                                                                                         |
| 60     | フィクサー Season2                                | 7月9日 - 8月6日     | 全5回  | 西浦正記 池辺安智                                     | 井上由美子                                 | 唐沢寿明                                                                                     |                                   |                                                                                         |
| 61     | 事件                                              | 8月13日 - 9月3日    | 全4回  | 水田成英                                              | 三田俊之 保木本真也                        | 椎名桔平                                                                                     | 大岡昇平                          |                                                                                         |
| 62     | 湊かなえ「落日」                                  | 9月10日 - 10月1日   | 全4回  | 内田英治                                              | 篠﨑絵里子                                 | 北川景子                                                                                     | 湊かなえ                          |                                                                                         |
| 63     | フィクサー Season3                                | 10月8日 - 11月5日   | 全5回  | 西浦正記 池澤辰也                                     | 井上由美子                                 | 唐沢寿明                                                                                     |                                   |                                                                                         |
| 64     | OZU 〜小津安二郎が描いた物語〜                    | 11月12日 - 12月17日 | 全6回  | 城定秀夫 吉田康弘 松本優作 前田弘二 工藤梨穂 近藤啓介 | 城定秀夫 吉田康弘 高田亮 狗飼恭子 近藤啓介 | 田中圭、柄本佑、前田敦子、成田凌、石橋静河、中川大志                                         |                                   | オムニバスドラマ                                                                        |
| 2024年 |                                                   |                     |        |                                                       |                                            |                                                                                              |                                   |                                                                                         |
| 65     | 坂の上の赤い屋根                                  | 3月3日 - 31日       | 全5回  | 村上正典                                              | 吉川菜美                                   | 桐谷健太、倉科カナ、橋本良亮（A.B.C-Z）、蓮佛美沙子、斉藤由貴                                | 真梨幸子                          |                                                                                         |
| 66     | 東野圭吾「ゲームの名は誘拐」                      | 6月9日 - 30日       | 全4回  | 鈴木浩介                                              | 小峯裕之                                   | 亀梨和也（KAT-TUN）、見上愛、渡部篤郎                                                        | 東野圭吾                          |                                                                                         |
| 67     | 完全無罪                                          | 7月7日 - 8月4日     | 全5回  | 大森立嗣                                              | 大森立嗣                                   | 広瀬アリス、北村有起哉、奥田瑛二                                                             | 大門剛明                          |                                                                                         |
| 68     | 密告はうたう2 警視庁監察ファイル                  | 8月11日 - 9月29日   | 全8回  | 内片輝 山本大輔                                       | 鈴木謙一                                   | 松岡昌宏（TOKIO）、泉里香、池田鉄洋、仲村トオル                                              | 伊兼源太郎                        |                                                                                         |
| 69     | ゴールデンカムイ-北海道刺青囚人争奪編-            | 10月6日 - 12月1日   | 全9回  | 久保茂昭 片桐健滋 落合賢 佐藤洋輔                     | 黒岩勉                                     | 山﨑賢人                                                                                     | 野田サトル                        |                                                                                         |
| 70     | 誰かがこの町で                                    | 12月8日 - 29日      | 全4回  | 佐藤祐市                                              | 前川洋一                                   | 江口洋介、蒔田彩珠                                                                           | 佐野広実                          |                                                                                         |
| 2025年 |                                                   |                     |        |                                                       |                                            |                                                                                              |                                   |                                                                                         |
| 71     | ゴールドサンセット                                | 2月23日 - 3月30日   | 全6回  | 大森寿美男 清水勇気                                   | 大森寿美男                                 | 内野聖陽、小林聡美、中島裕翔、三浦透子、毎田暖乃、和久井映見、風吹ジュン                     | 白尾悠                            |                                                                                         |
| 72     | 災                                                | 4月6日 - 5月11日    | 全6回  | 関友太郎 平瀬謙太朗                                   | 関友太郎 平瀬謙太朗                        | 香川照之、中村アン                                                                           |                                   |                                                                                         |
| 73     | I, KILL                                           | 5月18日 - 6月22日   | 全6回  | ヤングポール 服部大二                                 | 港岳彦 ばばたくみ 川滿佐和子               | 木村文乃、田中樹（SixTONES）、田牧そら、富田靖子、高橋克実、山本耕史                         |                                   |                                                                                         |
| 74     | 怪物                                              | 7月6日 -            | 全10回 | 鈴木浩介 池澤辰也                                     | 前川洋一                                   | 安田顕、水上恒司                                                                             | キム・スジン SLL JOONGANG Co.,Ltd |                                                                                         |
| 75     | 夜の道標 -ある容疑者を巡る記録-                   | 9月 - （予定）      |        | 森淳一                                                | 倉光泰子 森淳一                            | 吉岡秀隆                                                                                     | 芦沢央                            |                                                                                         |
| 76     | 1972 渚の螢火                                     | 秋（予定）          | 全5回  | 平山秀幸                                              | 常盤司郎 倉田健次                          | 高橋一生                                                                                     | 坂上泉                            |                                                                                         |
| #      | タイトル                                          | 初放送日            | 話数   | 監督                                                  | 脚本                                       | 主な出演者                                                                                   | 原作著者                          | 備考                                                                                    |

## 連続ドラマW-30
2020年から「連続ドラマW-30」として30分枠のドラマを放送している。詳細は『WOWOWオリジナルドラマの一覧』を参照。

## ミッドナイト☆ドラマ
「ドラマW」とはされていないが、2008年から2011年まで土曜深夜帯にもオリジナルドラマシリーズ「ミッドナイト☆ドラマ」があった。

## 再放送
WOWOWプライム・ライブのほか、2017年にWOWOW傘下（ただしWOWOW本体とは別法人が運営しており、視聴契約も別に行う）となった「WOWOWプラス 映画・ドラマ・スポーツ・音楽」（旧シネフィル・イマジカ→イマジカBS→シネフィルWOWOW）チャンネルでも過去に放送された作品を随時再放送している。
また、2023年からはBS日テレでも本ドラマにて過去に放送された作品の一部を『あなたに魅せるドラマ』と題して、火曜22時台に放送している。